# 烏石鼓石礦場
烏石鼓石礦場是深圳市羅湖區內一個已停用的石礦場，亦是改革開放後深圳首個中外合資的工業項目。石礦場位於羅湖區蓮塘街道的梧桐山山腳，鄰近香港，其面積為約100,000平方米。

## 歷史
基於國家積極引入外資的政策，以及香港對混凝土的需求增加，深圳市建材局、廣東省建材公司與澳洲Ready Mixed Concrete公司（以建築材料（香港）有限公司名義）於1979年合資於深圳經濟特區內的烏石鼓開設石礦場，並在附近的羅芳村興建一條輸送帶將石料送往香港蓮麻坑，以及興建連接羅芳村及石礦場的專用道路。
按照有關條款，港方將先負責首十年的營運，其後由中方接管，並預計可以開採至2000年。此外，礦場生產的石料將主要供應香港，而中方最多可購入20%的石料。
及後，石礦場於1980年11月1日正式開幕，合共3,200萬港幣，成為深圳市首個中外合資的工業項目。
此石礦場於1981年正式投產後一直營運，至1997年後正式關閉，合共繳納1.1億人民幣稅款。

## 其後土地運用
烏石鼓石礦場於1997年關閉後，遺下的深坑曾用作棄置建築廢物。但是，由於回填物料未經適當鞏固，導致該區土質普遍較鬆散，而深圳地鐵2號線蓮梧區間隧道的工程亦因而受到影響。
其後，石礦場舊址在經過適當修復後，改建為梧桐山體育公園。